# Симфония № 3 (Прокофьев)
Симфония № 3 c-moll, соч. 44 — третья симфония русского композитора Сергея Прокофьева, написанная в 1928 году для тройного состава симфонического оркестра. Произведение создано на основе тематического материала оперы «Огненный ангел».
Партитура впервые опубликована в 1931 году нотоиздательством С. А. Кусевицкого «РМИ». Сочинение посвящено Н. Я. Мясковскому, сделавшему  его переложение для фортепиано в четыре руки (1929—1933).

## История создания
В 1926 году на репетициях перед премьерой своей Второй симфонии Прокофьев предполагал: «О да, моя 3-я Симфония будет светлой. Вторая с сороковым опусом заканчивает мрачный период». Спустя полтора года, после посещения церкви Христианской науки композитор размышлял о любви Бога к своему творению, представляя божественную любовь к человеку солнечными лучами. Тогда же среди мыслей о Третьей симфонии родилась одна тема, хотя и без уверенности, что это подходящая тема. Но время и обстоятельства распорядились иным образом, планы композитора изменились ввиду неопределённой судьбы постановки оперы «Огненный ангел» Бруно Вальтером, и Третья симфония стала одним из ярчайших произведений трагедийного симфонизма.
Весной 1928 года в качестве интерлюдии к Третьей симфонии композитор сочинял фортепианные пьесы «Вещи в себе» и тогда же записал в «Дневнике»: «Я уже давно решил, что сочинять нужно совсем иначе и что именно так, по-новому, я и буду работать, как только развяжусь с переделками „Огненного ангела“ и „Игрока“». В августе перед походом с Кусевицким в Альпы Прокофьев решил ничего не рассказывать Стравинскому о работе над симфонией «Огненного ангела». Впоследствии композитор ревностно противился использованию названия симфония «Огненного ангела» относительно Третьей симфонии, подчёркивая её самостоятельность и отличие от оперы, рекомендовал слушателям воспринимать её независимо от сюжета оперы.
Музыка этой симфонии взята из оперы «Огненный ангел», написанной в 1927 году. Ее планировалось поставить в Берлинской опере, однако этот проект не был осуществлен, и опера при жизни автора так и не была поставлена. Прокофьев не мог смириться с мыслью, что музыкальный материал, над которым он работал много лет, не будет услышан, и вскоре после концертной премьеры второго действия оперы (дирижировал Кусевицкий) он адаптировал материал оперы приведя его к канонам симфонического жанра.
Несмотря на то, что выбранный материал соответствовал четырёхчастной симфонии, изначально Прокофьев задумывал писать сюиту. Мясковский же, к замечаниям которого Прокофьев относился с большим вниманием, советовал сочинять симфонию. Утвердившись в решимости создания симфонии, композитор более тщательно разрабатывал материал, чем это было бы в случае написания сюиты. В сентябре С. С. Прокофьев играл первые две части нового сочинения Б. В. Асафьеву и П. А. Ламму, в октябре окончил скерцо, и 3 ноября 1928 года завершил 3-ю симфонию, чтобы «развязать себе руки для нового балета» «Блудный сын». В мае 1929 года во время репетиций симфонии перед её премьерой композитор сокращал и правил скерцо, и после первого исполнения внёс дополнительные изменения в её партитуру.
После получения 2-й части симфонии, Мясковский писал Прокофьеву: «Меня очень восхищает в ней также прозрачная и тонкая оркестровка, —  как это у Вас здорово теперь выходит», — и вызвался сделать её транскрипцию для фортепиано в четыре руки. Принимая во внимание настоятельные советы старшего коллеги и друга: «Ведь если бы не Ваше столь решительное выступление, то ее, может быть, и не существовало бы, а копошилась вместо того скромная сюитка из оперы», — его восхищение новым сочинением и готовность сделать переложение для фортепиано, Прокофьев посвятил Третью симфонию Мясковскому. Как и предполагал Прокофьев, переложение стало нелёгким трудом и заняло много времени — Мясковский писал об окончании работы в феврале 1933 года. Переложение симфонии для фортепиано в две руки было сделано П. А. Ламмом.

## Структура
Симфония состоит из 4-х частей общей продолжительностью около 35 минут:
1. Moderato
2. Andante
3. Allegro agitato — Allegretto
4. Andante mosso — Allegro moderato

## Премьера и исполнения
Третья симфония С. С. Прокофьева впервые была исполнена в Париже 17 мая 1929 года Симфоническим оркестром Парижа под управлением Пьера Монтё.
В СССР первое исполнение 3-й симфонии состоялось в Ленинграде 21 апреля 1933 года под управлением В. А. Дранишникова, впервые в Москве — 27 апреля 1933 года под управлением К. С. Сараджева. В письме Мясковскому Прокофьев выразил свою оценку исполнению своего сочинения в Риме в декабре 1933 года: «Третью симфонию Молинари сыграл превосходно, то есть это была совсем другая пьеса, чем в Москве! Поэтому и публика разобралась в ней».
С. Рихтер вспоминая об исполнении в 1939 году симфонии под руководством автора писал, что ничего подобного при прослушивании музыки он никогда не ощущал:
Она подействовала на меня как светопреставление. Прокофьев использует в симфонии сверхинтенсивные средства выражения. В третьей части, скерцо, струнные играют такую отрывистую фигуру, которая как бы летает, точно летают сгустки угара, как если бы что-то горело в самом воздухе. Последняя часть начинается в характере мрачного марша — разверзаются и опрокидываются грандиозные массы — «конец вселенной», потом после некоторого затишья все начинается с удвоенной силой при погребальном звучании колокола. Я сидел и не знал, что со мной будет. Хотелось спрятаться. Посмотрел на соседа, он был мокрый и красный... В антракте меня ещё пробирали мурашки.

## Записи
- 1956 — Национальный оркестр Французского радио под управлением Шарля Брюка
- 1961 — Государственный симфонический оркестр СССР под управлением Геннадия Рождественского, «Международная книга» Д 08271-2[13]
- 1966 — Бостонский симфонический оркестр под управлением Эриха Лайнсдорфа
- 1967 — Большой симфонический оркестр Всесоюзного радио и Центрального телевидения под управлением Геннадия Рождественского, «Мелодия» Д 020153–4[14]; та же запись в переиздании всех симфоний Прокофьева на CD MEL CD 10 01797[15]
- 1969 — Лондонский симфонический оркестр под управлением Клаудио Аббадо
- 1971 — Национальный оркестр Французского радио и телевидения под управлением Жана Мартинона
- 1975 — Оркестр Консертгебау под управлением Кирилла Кондрашина[16]
- 1977 — Лондонский филармонический оркестр под управлением Вальтера Веллера
- 1980 — Государственный симфонический оркестр СССР под управлением Владимира Вербицкого, «Мелодия» С10 14111-2[17]
- 1982 — Чешский филармонический оркестр под управлением Зденека Кошлера
- 1985 — Симфонический оркестр Московской филармонии под управлением Дмитрия Китаенко, «Мелодия» А10 00197 006[18]
- 1985 — Шотландский национальный оркестр под управлением Неэме Ярви, Chandos 8401
- 1986 — Национальный оркестр Франции под управлением Мстислава Ростроповича
- 1990 — Берлинский филармонический оркестр под управлением Сэйдзи Одзавы
- 1991 — Оркестр Консертгебау под управлением Рикардо Шайи
- 1991 — Филадельфийский оркестр под управлением Риккардо Мути
- 1994 — Национальный симфонический оркестр Украины под управлением Теодора Кучара
- 2004 — Лондонский симфонический оркестр под управлением Валерия Гергиева, Philips 475 7655PM4

Другие записи указаны на сайте AllMusic

## См. Также
- «Огненный ангел»